# The Plow that Broke the Plains (film)
The Plow that Broke the Plains is een Amerikaanse zwart-wit documentairefilm uit 1936, geproduceerd door Pare Lorentz, met cinematografie van Paul Strand.

## Geschiedenis
Pare Lorentz was een bekend filmrecensent, maar had nog nooit een film gemaakt. Echter, hij wist het bureau U.S. Resettlement Administration te overtuigen een documentaire te maken over de ellende die veroorzaakt was door natuurrampen. Tegelijk kon de winst die gemaakt werd op de film aangewend worden voor steun van de slachtoffers.

## Inhoud
Het verhaal gaat over The Great Plains, een gordel in het midden van de Verenigde Staten, die voornamelijk uit grasland bestond. Het was het terrein van vele indianenstammen, die daar rondtrokken met hun kuddes en extensieve landbouw en veeteelt bedreven. In de toentertijd ongebreidelde expansiepolitiek van de V.S. (ontdekken nieuwe terreinen) werd er na het verdrijven van de indianen en hun kuddes propaganda verspreid om de lege gebieden te bevolken en in bedrijf te nemen. Grote beloftes werden gedaan voor diegenen die hun nieuwe land in cultuur konden brengen.
Eerst kwamen de kuddes met nieuwe dieren; cowboys met runderen. Die vraten het gras weg. Daarna kwamen de boeren met landbouw (graan). Het ging allemaal voorspoedig omdat het in die tijd wel regende. Door de Eerste Wereldoorlog werd de vraag naar graan steeds groter, tegelijk begon de mechanisatie van de landbouw. Steeds grotere oogsten waren het gevolg en dat trok natuurlijk ook weer nieuwe boeren aan.
De Great Plains stonden echter daarvoor bekend om hun onprettige klimaat. Lange periodes van droogte en zandstormen worden afgewisseld met kortere perioden, waarin er regen valt.
Gedurende de jaren 30 van de 20e eeuw begon de ellende; er viel gedurende een aantal jaren geen regen meer. Inmiddels was de grond door de graanbouw niet meer beschermd tegen het zonlicht en stormen; de vruchtbare bovenlaag waaide weg naar elders.
Uiteindelijk kwam het erop neer dat bijna iedereen die zich in het gebied gevestigd had in bittere armoe moest vertrekken. De aarde was er totaal uitgeput en woningen waren onder het zand terechtgekomen. Er moesten speciale opvangkampen komen voor de boeren en hun families.

## Verspreiding
De film is vertoond in wel 3000 zalen verspreid over de V.S. en kreeg overal goede kritieken; Hollywood moest er echter niets van hebben.

## Muziek
De muziek voor de film werd geschreven door Virgil Thomson.